# (456) Abnoba
(456) Abnoba – planetoida z pasa głównego asteroid okrążająca Słońce w ciągu 4 lat i 239 dni w średniej odległości 2,79 j.a. Została odkryta 4 czerwca 1900 roku w Landessternwarte Heidelberg-Königstuhl w Heidelbergu przez Maxa Wolfa i Arnolda Schwassmanna. Nazwa planetoidy pochodzi od Abnoby, w mitologii celtyckiej bogini rzek i lasów. Przed jej nadaniem planetoida nosiła oznaczenie tymczasowe (456) 1900 FH.